# Жданенко Олександр Олегович
Олексáндр Олегóвич Жданéнко (1989—2023) — військовослужбовець Збройних сил України (Батальйон імені Шейха Мансура), учасник російсько-української війни.

## Життєпис
Олександр Жданенко народився 25 листопада 1989 року в місті Запоріжжя.
Все своє життя прожив у Заводському районі міста. З 1996 по 2005 роки навчався у запорізькій гімназії № 47. Брав активну участь у спортивному житті школи та Заводського району, займався боксом, перемагав на районних та міських змаганнях, відстоюючи честь гімназії.
Олександр завжди був на боці справедливості й добра, справжнім патріотом України.
У 2017 році добровільно вступив до лав Добровольчого чеченського батальйону імені Шейха Мансура (рота «Ламаро»), який на той час виконував бойові завдання із захисту суверенітету України на Маріупольському напрямку (Донецька область).
У лютому 2022 року став на захист територіальної цілісності та захисту суверенітету України в ході російського вторгнення в Україну, повернувшись із-за кордону. Брав участь у визволенні Київської області, бойових діях на Бахмутському та Запорізькому напрямках.
18 травня 2023 року в районі селища міського типу Курдюмівка Донецької області (Бахмутський напрямок) під час виконання спільного бойового завдання з Добровольчим чеченським батальйоном імені Шейха Мансура та 28-ї окремої механізованої бригади імені Лицарів Зимового Походу (в/ч А0666) було передано групу бійців. Під час виконання вищевказаного бойового завдання близько 15:00 Олександр Жданенко (позивний «Ансар») загинув, проявивши героїзм та відвагу під час захисту України від збройної агресії РФ.
У полеглого військовослужбовця залишилися дружина та двоє неповнолітніх дітей 2018 та 2021 р. н.

## Відзнаки
За особисту мужність та героїзм, проявлені у захисті державного суверенітету та територіальної цілісності України, вірність військовій присязі Олександр Жданенко нагороджений:
- Почесною грамотою районної адміністрації Запорізької міської ради по Заводському району (до Дня українського добровольця);
- Подякою ГФ «Міська варта»;
- Подякою (посмертно) Кушугумської селищної громади Запорізької області;
- Почесною грамотою Запорізької обласної ради (посмертно) з нагоди Дня Конституції України.

## Вшанування пам'яті
5 вересня 2023 року на сайті Запорізької міської ради опублікована петиція з ініціативою перейменувати провулок Невельського в місті Запоріжжя на честь Олександра Жданенка (позивний «Ансар»). Символічно, що мешкав він по вулиці Ніжинській, безпосередньо біля перехрестя з провулком Невельського. Перейменування провулка Невельського на провулок Олександра Жданенка — один із кроків щодо дерусифікації Запоріжжя та вшанування пам'яті сучасного Героя-добровольця — захисника України.